# Konstantinov kolos
Konstantinov kolos (italijansko: Statua Colossale di Costantino I) je bil velik akrolitski kip poznega rimskega cesarja Konstantina Velikega (ok. 280–337), ki je nekoč zasedal zahodno apsido Maksencijeve bazilike pri Forumu Romanumu v Rimu. Deli kolosa so zdaj na dvorišču Palazzo dei Conservatori Musei Capitolini, na Kapitolskem griču, nad zahodnim delom Foruma.

## Opis
Velika glava, roke in noge kolosa so bile izklesane iz belega marmorja, preostanek telesa pa je bil sestavljen iz opečnega jedra in lesenega ogrodja, morda prekrit s pozlačenim bronom. Sodeč po velikosti preostalih kosov, bi bila figura sedeča na prestolu približno 12 metrov visoka. Glava je visoka približno 2,5 m, vsaka noga pa dolga več kot 2 metra.
Roka kipa je morda držala palico s svetim monogramom XP, pritrjenim nanjo. Medalje, ki jih je Konstantin koval v tem času, so kazale tako okrašeno. Napis, ki naj bi bil vgraviran pod kipom je:
S tem znakom odrešenja, ki je pravi simbol dobrote, sem rešil vaše mesto in ga osvobodil od tiranskega jarma in s svojim dejanjem osvoboditve sem obnovil senat in Rimljane svojemu starodavnemu slovesu in sijaju. 
Velika glava je izklesana v tipičnem, abstraktnem, konstantinskem slogu (»hieratični cesarjev slog«) poznorimskih portretnih kipov, medtem ko so drugi deli telesa naturalistični, celo žuljev na nogah in žil na podlakti. Glava je bila morda namenjena prenosu transcendence druge zemeljske narave cesarja nad človeško sfero, ki je opazna v njegovih nenaravno velikih očeh, ki gledajo proti večnosti s togo brezosebnim, frontalnim obrazom. Obravnava glave kaže na sintezo individualističnega portreta: orlovski nos, globoka čeljust in značilna brada, značilna za vse podobe Konstantina, s trendi poznega rimskega portreta, ki se osredotočajo na simboliko in abstrakcijo, ne pa na podrobnosti.
Konstantin je v tem velikem javnem delu v neprilagodljivi velikosti, kot slika boga, čeprav namerava odražati krščansko božanstvo. Michael Grant pravi:
Tu je bil človek, na katerem dvoru ... pisatelji so menili, da je primerno govoriti o 'Božjem obrazu' in 'svetem izrazu'. Kipar je to obličje zamislil kot sveto masko, prevladujoč kultni objekt, ki je podoben, čeprav v mnogo večjem obsegu, ikonam bodočega Bizanca: idol, ki ga animira božanska navzočnost in moč, da odbija demone, ki se skrivajo v poganskih podobah. 

## Zgodovina
Baziliko na severni meji foruma je leta 307 začel graditi cesar Maksencij. Konstantin je baziliko dokončal, ko je leta 312 premagal Maksencija v bitki pri Milvijskem mostu. Zdi se, da je Konstantin preusmeril stavbo, spremenil mesto glavnega vhoda in dodal novo severno apsido . S temi spremembami, vključno z velikim kipom na zahodni apsidi, je Konstantin javno in vidno razglasil strmoglavljenje svojega poraženega nasprotnika. Natančno datiranje samega kipa je problematično; Predlagano je bilo, da je datum 312–315 za začetno ustvarjanje kipa verjetno iz političnih razlogov, medtem ko je bistveno preoblikovanje elementov nekaj časa po letu 325 prikazano na umetnostno-zgodovinski podlagi .
Kolos je bil nekoč v pozni antiki oplenjen, najverjetneje bronasti deli telesa. Marmorni deli kipa so bili prineseni na svetlo leta 1486. Ohranjeni ostanki so bili kasneje odstranjeni iz bazilike in postavljeni v bližnje dvorišče Palazzo dei Conservatori pri Michelangelu, ki je delal na tem območju. Fragmenti so razvrščeni tako, kot sledi od leve proti desni: desna roka (s komolcem), glava, desno koleno, desna roka, [stebriščni vhod v muzej], leva golen, desno stopalo, levo koleno, [ostanek okrašenega stebra] in levo stopalo. Med ostanki kipa se čudno pojavita dve desni roki (z dvignjenim kazalcev), ki se nekoliko razlikujeta. Predlagano je bilo, da je bil kip pozno v Konstantinovi vladavini ponovno obdelan, roko, ki je imela žezlo, pa je zamenjala roka s krščanskim simbolom.
V obdobju 2000–2001 so bili marmorni fragmenti obnovljeni. Med 6. in 10. februarjem 2006 je bil v imenu dežele Porenje - Pfalška v sodelovanju z Kapitolskimi muzeji v Rimu izveden 3D laserski pregled fragmentov. Obnova in odlitki so bili razstavljeni od 2. junija do 4. novembra 2007 kot del velike kulturno-zgodovinske razstave Konstantin Veliki v Trierju v Nemčiji.